# Parvopalus
Parvopalus is een geslacht van uitgestorven cloacadieren dat tijdens het Vroeg-Krijt in Australië leefde. De typesoort is Parvopalus clytiei.

## Fossiele vondsten
Parvopalus is slechts bekend van één fossiel, een geopaliseerde onderkaak uit de Griman Creek-formatie in de Lightning Ridge in noordelijk New South Wales. Het dier werd in 2024 beschreven. 
In hetzelfde gebied zijn ook fossielen van de vijf andere soorten cloacadieren gevonden: Steropodon, Stirtodon, Kollikodon, Opalios en Dharragarra.

## Kenmerken
Parvopalus is het kleinste cloacadier dat bekend is uit de Griman Creek-formatie. Het was een op het land levend dier en het formaat en de leefwijze van Parvopalus zijn te vergelijken met die van de penseelstaartbuidelmuis. 